# Gröben (Ludwigsfelde)
Gröben ist seit dem 31. Dezember 1997 ein Ortsteil der Stadt Ludwigsfelde im Landkreis Teltow-Fläming in Brandenburg.
Das Dorf mit 349 Einwohnern und 6,91 km² Fläche (Stand 31. Dezember 2023) ist vor allem in geschichtlicher und kulturlandschaftlicher Hinsicht sowie durch seine Dorfkirche und das älteste Kirchenbuch der Mark Brandenburg bedeutend. Die intakte Kulturlandschaft des Naturparks Nuthe-Nieplitz direkt vor den Toren Berlins führte nach der Wiedervereinigung Deutschlands mit touristischen Angeboten zu neuen wirtschaftlichen Zielsetzungen. Der Gröbener Kietz ist einer der wenigen erhaltenen ursprünglich mittelalterlichen Kietze.

## Geografie

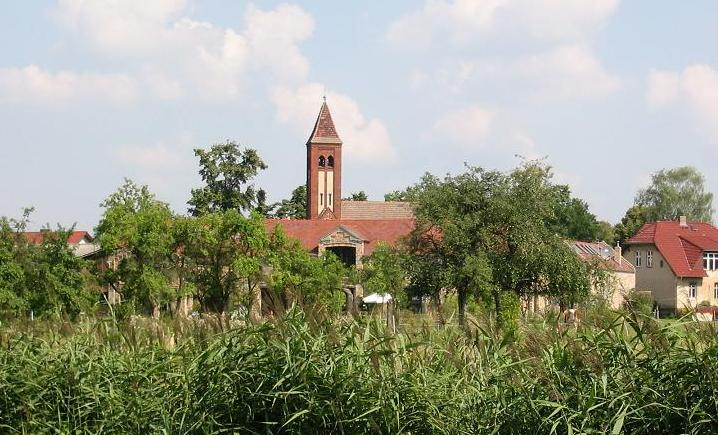
Dorf Gröben in Brandenburg

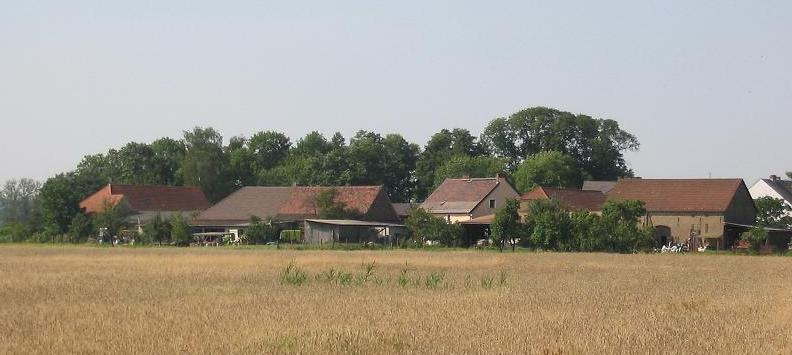
Gröbener Kietz

### Geografische Lage
Gröben liegt etwa sechs Kilometer südwestlich von Ludwigsfelde im Norden des Naturparks Nuthe-Nieplitz am Zusammenfluss der Flüsse Nuthe und Nieplitz, jeweils rund zehn Kilometer von der südwestlichen Stadtgrenze Berlins und der brandenburgischen Landeshauptstadt Potsdam entfernt. Benachbarte Dörfer sind Schiaß, Jütchendorf und Siethen, die ebenfalls zu Ludwigsfelde gehören, sowie Fahlhorst und Tremsdorf der Gemeinde Nuthetal. Südlich des Ortes liegt der Gröbener See.
In einem separaten Kartenteil werden zwei historische Karten dargestellt und erläutert. Darüber hinaus zeigt eine aktuelle Karte die Lage Gröbens in der Gesamtregion Fläming südwestlich von Berlin.

### Naturräumliche Lage
Felder, Streuobstwiesen, Feuchtwiesen, kleinere Hügel, Schafherden, Wassermühlen, und naturbelassene Eschen-Alleen bilden gemeinsam mit einem kleinräumigen Wechsel der Biotope im Naturpark Nuthe-Nieplitz eine stille Kulturlandschaft, in die sich das Dorf Gröben mit seinem See einfügt. Unmittelbar hinter dem Kietz beginnt das ausgedehnte Naturschutzgebiet Nuthe-Nieplitz-Niederung, das den Gröbener See einschließt. Der Flachsee gehört zu einer Seenkette mit dem letzten Glied Siethener See und zuvor Grössinsee und Schiaßer See in östlicher Richtung. Die Seen liegen quer zur Nuthe-Niederung in einer ehemaligen eiszeitlichen Abflussrinne und sind Reste ehemaliger Schmelzwasserseen. Der nur rund 1,50 m tiefe und nährstoffreiche Gröbener See umfasst rund 24 ha und ist gesäumt von einer weitgehend unzugänglichen Uferzone mit einem breiten Schilfgürtel und Elsbrüchen, vereinzelten Kiefernforsten und artenreichen Feuchtwiesen. Der See dient im Frühjahr und Herbst Nordischen Wildgänsen und Kranichen als Rast. Fischadler haben hier ihr Nahrungsrevier und darüber hinaus sind Kormorane, Reiher und gelegentlich Seeadler in den Wiesen zu beobachten. Im Röhricht suchen Zwergmaus, Waldeidechse, Beutelmeise und Rohrweihe Schutz.

### Fließgewässer

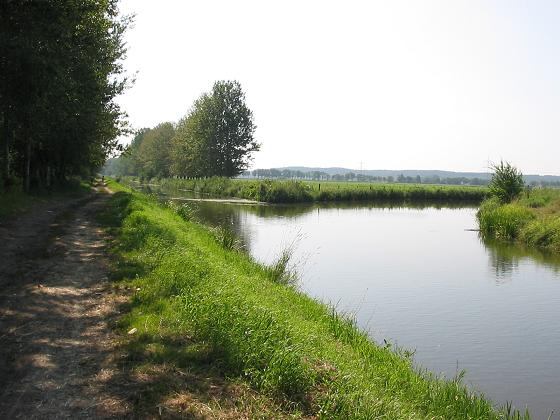
Nieplitz-Mündung, Glauer Berge im Hintergrund

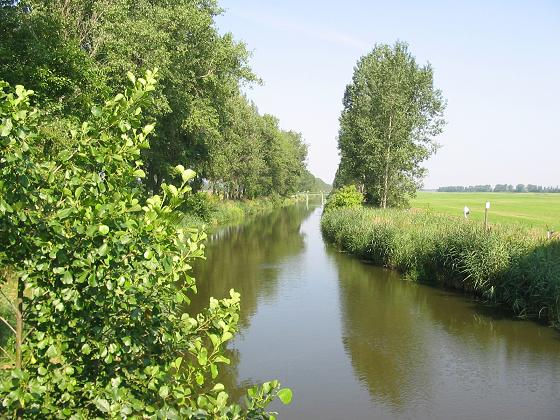
Nuthe an der Kietzer Brücke

Zwischen dem Gröbener Kietz und Jütchendorf fließen die beiden Flüsse, die dem Naturpark den Namen gegeben haben, zusammen; hier mündet die Nieplitz in die Nuthe, die wiederum in Potsdam in die Havel fließt. Das obere Nuthetal bildete sich im mittleren Stadium der Weichsel-Eiszeit vor rund 20.000 Jahren als Zwischenurstromtal zwischen dem Berliner und dem Baruther Urstromtal heraus und teilt die flachwellige Sanderhochfläche der Zauche vom Grundmoränenplateau des Teltow. Beide sind dem Quellgebiet der Flüsse, dem Höhenzug des Fläming, vorgelagert.
Feuchte Mulden, Schlick, tief eingelagerte und tauende Toteiskörper der Eiszeit sowie der hohe Grundwasserstand der Niederungen führten zur Versumpfung weiter Gebiete. Die mit einer Straße verbundenen Nachbardörfer Jütchendorf und Schiaß waren beispielsweise durch das „große Nuthemoor“ undurchdringlich getrennt. Bei den Trockenlegungen, die bereits die ersten Siedler im 13. Jahrhundert begannen und die sich über Jahrhunderte erstreckten, spielte die Regulierung der beiden Flüsse eine entscheidende Rolle. Im Lauf der Geschichte brachten Nuthe und Nieplitz des Öfteren große Überschwemmungen mit sich. Diese vom Fluss verursachte „Not“ gab dem Fluss möglicherweise den Namen, denn Noth leitet sich aus dem altdeutschen Nuth ab. Der Name Nieplitz stammt wahrscheinlich aus dem Slawischen und bedeutet in etwa „die Nichtschiffbare“ – im Gegensatz zur schiffbaren Nuthe, die noch um 1880 bis zu 40 m breit war.
Bis ins 19. Jahrhundert floss die Nuthe noch im Bett der heutigen Alten Nuthe direkt neben dem Gröbener Kietz. Rund 600 m hinter dem Kietz Richtung Norden umschloss die Alte Nuthe eine Insel, auf der nach alten Karten wie der nebenstehenden die mittelalterliche Gröbener Burg lag. Nach den rudimentären Trockenlegungen der ersten Siedler führten Mühlenstaue im Mittelalter zu einer erneuten Versumpfung weiter Gebiete. 1772 bis 1782 wurde auf Initiative Friedrichs des Großen ein ausgedehntes System mit Binnengräben wie Pfeffergraben und Strassgraben angelegt, das die Überschwemmungsgebiete zum Teil in den von Friedrich verlangten „nutzbaren Stand“ versetzte. Mit dem nach Friedrich benannten Königskanal konnten beispielsweise die beträchtlichen Wassermengen des Pfefferfließes schneller an der folgenden Nieplitz-Seenkette vorbei direkt in die Nuthe geleitet werden. Der Königskanal als Hochwasserentlaster der Nieplitz begann kurz nach Stangenhagen vor dem Blankensee und mündete erst nördlich von Gröben kurz vor Saarmund in die Nuthe.
1713 wurden auf Veranlassung des Soldatenkönigs Friedrich Wilhelm I. Biber in der Nuthe ausgesetzt – ein Verdikt verbot bei 200 Thalern Strafe, die Biber zu schießen oder ihnen nachzustellen – und dem Vermögenslosen wurde angedroht, „in den Stock geschlossen zu werden“, also an einem Pfosten an den Pranger gestellt zu werden.
Zwischen 1883 und 1891 erfolgte eine starke Beräumung und Begradigung von Nuthe und Nieplitz, die damit verbundene deutliche Entwässerung entzog den Fischern am Kietz die traditionelle Existenzgrundlage. Die Alte Nuthe und weitere Altarme wurden vom Wasserlauf abgeschnitten und verlandeten beziehungsweise stehen unmittelbar vor der Verlandung. Der Ausbau und die Begradigung der Nuthe kam der Schifffahrt zugute, vor allem die Flößerei aus den waldreichen Gegenden um Löwendorf bei Trebbin entwickelte sich zu einem wichtigen Wirtschaftsfaktor. Die Entwicklung neuer Regulierungstechniken des Wasserstandes mit Wehren führte zum Ende der Schifffahrt und Flößerei. Die Eindämmung und Verbreiterung der Nuthe in den Jahren 1933/1934 verhinderte sommerliche Überschwemmungen nahezu endgültig und formte das heutige Bild des Nuthelaufs mit den charakteristischen Baumreihen.
Seit 1975 erfolgte eine grundlegende Melioration des Einzugsgebiets der Nuthe. Die Entwässerungsmaßnahmen umfassten unter anderem die Verbreiterung und Vertiefung des Königsgrabens sowie den Bau weiterer Stauanlagen. Nachdem zu Zeiten der DDR Dünge- und Pflanzenschutzmittel sowie Abwässer von Schweinezuchten eine starke Belastung der Wasserqualität verursacht hatten, führen die Maßnahmen des Natur- und Gewässerschutzes zu Beginn des dritten Jahrtausends zu einer deutlichen Erholung und Steigerung der Qualität, die sich 2004 der Klasse II näherte, indiziert durch ein hohes Aufkommen von Kriebelmückenlarven.
Die Nieplitz, zuvor weitgehend ebenfalls kanalisiert, bildet in ihrem mündungsnahen Abschnitt zwischen Grössinsee und ihrer Mündung am Gröbener Kietz noch heute einen naturnahen Flusslauf mit ausgedehnten Uferröhrichten, gesäumt von artenreichen Feuchtwiesen.

## Geschichte

### Gründung und Ersterwähnung

Wappen der Familie von der Groeben

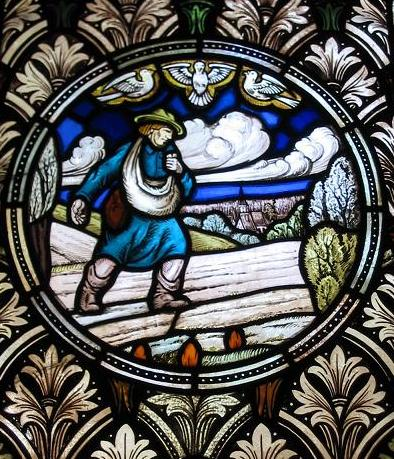
Kirche, Fenster Gröbener Besitzer

#### These der askanischen Gründung
Das ursprünglich dreieckige Sackgassendorf Gröben wurde gemäß einer verbreiteten Annahme im Zuge der von Albrecht dem Bären und seinem Sohn Otto I. betriebenen Ansiedlungspolitik um 1170 als Kolonistendorf durch eine Familie von Gröben, die aus der Altmark kam, gegründet. Die Herkunft des Namens Gröben ist ungesichert. Möglicherweise geht er auf das slawische Grob’n (Grab, Graben, Damm) zurück, in diesem Falle hätte die begüterte Familie von Gröben, wie seinerzeit üblich, den Namen von ihrer Besitzung, dem Dorf, angenommen. Dagegen wird auch die These vertreten, dass die Familie bei der Gründung um 1170 dem Dorf ihren Namen gab. Nach dieser These habe die Familie den Namen ursprünglich von ihrer Siedlung Gribehne (Grobene, Grebene), drei Kilometer nordwestlich von Calbe (Saale) gelegen, angenommen.
Die beiden ersten brandenburgischen Markgrafen versuchten mit ihrer Kolonisationspolitik erfolgreich, die 1157 eroberte und gegründete Mark Brandenburg, die noch in weiten Teilen von slawischen Stämmen bewohnt war, zu christianisieren und nach verschiedenen deutschen Fehlversuchen in den Jahrhunderten zuvor endgültig zu stabilisieren. Ein weiterer wichtiger Faktor der Stabilisierungspolitik war der Ruf nach den Zisterzienser-Mönchen, die 1180 im Zentrum der Zauche rund 30 Kilometer entfernt das Kloster Lehnin gründeten und mit ihrer harten Arbeit und Missionierung erheblich zum Erfolg der askanischen Politik beitrugen.

#### These der Gründung einer eigenständigen Adelsherrschaft
Helmut Assing beschreibt einen anderen Ablauf der Gründung Gröbens. Demnach bleibt Gröben zwar eine Gründung der Familie „de Grubene“/„de Grobene“/„von Groeben“/„von Gröben“ nur geschah die Gründung nicht im Rahmen der askanischen Landnahme. Assing geht davon aus, dass Gröben frühestens 1232 unter askanische Hoheit gelangte und davor gemeinsam mit den Dörfern Siethen, Jütchendorf, Fahlhorst und Ahrensdorf später eventuell auch Klein Beuthen eine kurzlebige, eigenständige Adelsherrschaft bildete. Allerdings wird von H. Assing die Gründung auf frühestens ab/nach 1190 festgelegt. Wichtig ist hier auch die Frage, ob es sich bei den „von Gröben“ um Ministeriale oder Edelfreie handelte. Assing belegt anhand der Positionierungen in den Zeugenlisten von Urkunden im Bereich des Erzstifts Magdeburg, dass es sich um Edelfreie handelte, die unter drohendem Macht- und Einflussverlust am Stammsitz im Einflussbereich des Erzstifts Magdeburg (also nicht der Brandenburger Markgrafen) eben jenen Stammsitz bei Calbe verließen und am Rande des Teltow eine eigene Adelsherrschaft errichteten. Wenige Jahre später unterlagen sie dann dem Einfluss und dem Druck der benachbarten Askanier und wurden frühestens ab 1232 Bestandteil der askanischen Mark. 1232 erscheint ein Arnoldus de Grebene (Arnold von Gröben) als Zeuge einer Urkunde Ottos III. und Johanns I. in der Gruppe der Ministerialen. Ein eindeutiger Hinweis zu einem Abhängigkeitsverhältnis zu den Askaniern. Auch die Tatsache, dass es für die Zeit zwischen 1190 und 1232 keine bekannte Urkunde oder Matrikel gibt, in denen ein „von Groeben“ eine Rolle spielt oder als Zeuge auftaucht, stützt die Theorie einer eigenständigen Herrschaft. Die urkundliche Erwähnung aus dem Jahre 1190 betrifft die Bitte Heinrichs von Gröben an das Kloster Gottesgnaden bei Calbe, für sich und seine Eltern eine Grabstätte im Kloster freizuhalten. Eine Anfrage, die eigentlich dagegen spricht, bald seinen Stammsitz verlassen zu wollen, eventuell aber auch Teil des Plans. Das Jahr 1170 scheint demnach als Gründungsjahr Gröbens nicht haltbar, zumal tatsächliche Belege dafür zu fehlen scheinen. Gröben scheint nach dieser These mit größter Wahrscheinlichkeit keine Gründung „im Zuge der von Albrecht dem Bären und seinem Sohn Otto I. betriebenen Ansiedlungspolitik“ zu sein, sondern eine eigenständige Gründung durch Edelfreie aus dem Beritt des Erzbistums Magdeburg, die später unter askanische Abhängigkeit gerieten. Der Gröbener Kiez als slawische Gründung ist bedeutend älter.

#### Erste urkundliche Erwähnung
Eine erste urkundliche Erwähnung Gröbens ist für das Jahr 1352 belegt. Nach dem Ende der rund 170-jährigen askanischen Herrschaft in der Mark Brandenburg im Jahre 1320 mit dem Tod Heinrich des Jüngeren übernahmen, bevor 1415 die Hohenzollern kamen, für kurze Zeit die Wittelsbacher/Luxemburger die Herrschaft in der Mark. Markgraf Ludwig II. unterhielt 1352 ein Feldlager bei Gröben. In einer dort ausgestellten Urkunde wurde Groeben erstmals schriftlich als „castris prope villam Groeben“, als Feldlager vor Gröben, erwähnt. Der Familie Gröben gehörte in dieser Zeit das Land bis zum Teltow, sie wurde einer der wichtigsten und mächtigsten Vasallen Kaiser Karls IV. in der Mark. Das Landbuch Kaiser Karls IV. von 1375 verzeichnete folgende Eintragung:

„Groben sunt 32 mansi, quorum plebanus habet 4 et prefectus 4. Quilibet mansus solvit pro toto 3 solidos. Cossati sunt 8, quelibet solvit 1 pullum. Taberna nichil dat. Tota villa est H. de Groben omni iure a marchione.“

„In Gröben sind 32 Hufen, von denen hat der Pfarrer 4 und der Lehnschulze 4. Jede [abgabenpflichtige] Hufe zahlt im Ganzen 3 Schilling. Es sind 8 Kossäten, jeder zahlt 1 Huhn. Der Krug gibt nichts. Das ganze Dorf ist dem H. von Gröben mit allen Rechten [als Lehen] vom Markgrafen.“

Bei H. von Gröben handelt es sich um den „adligen Grundherren Henning von Gröben“, von dem aus dem Dorf Marzahn bei Berlin berichtet wird, dass er um 1375 die Steuern für den Markgrafen eingetrieben habe. Henning von der Gröben wird ferner als Grundherr von Bystestorff, heute Berlin-Biesdorf, erwähnt. Als die Familie 1410 (angeblich) 20 Mitglieder in der Schlacht bei Tannenberg verloren hatte, verließ sie ihr Stammland Gröben und verlegte ihren Hauptsitz nach Langheim in Ostpreußen. Damit war der Weg für die jahrhundertelange Herrschaft der Familie von Schlabrendorf, die die Entwicklung Gröbens, eine Zeit lang zusätzlich die des benachbarten Dorfes Siethen, entscheidend prägte, frei.

### 450 Jahre Herrschaft der Familie von Schlabrendorf

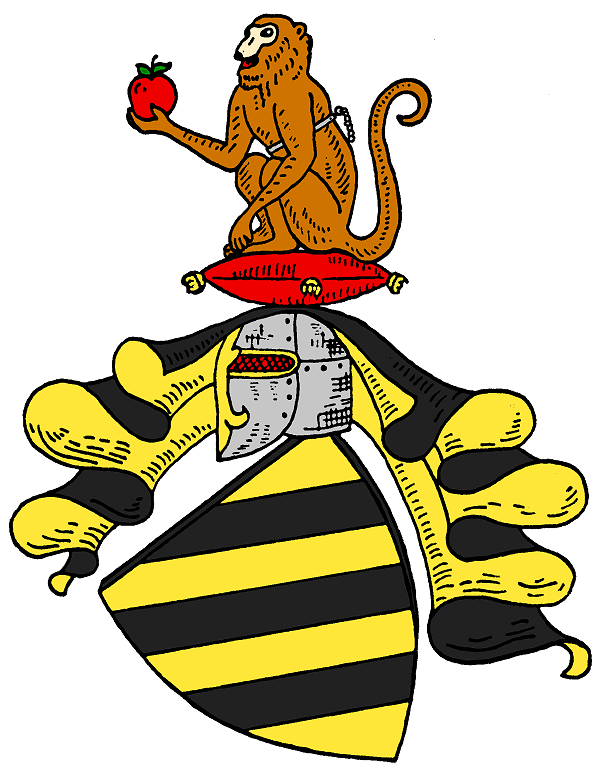
Wappen der Familie von Schlabrendorf

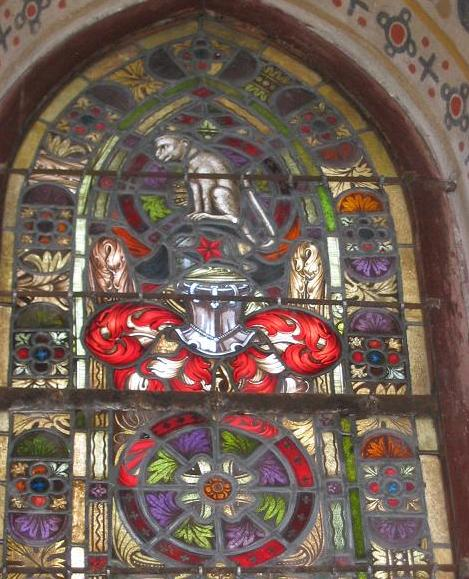
Schlabrendorfsches Fenster in der Gröbener Kirche

Gröben gehört zwar mit seiner Lage an der nördlichen Spitze des Dreiecks, das Nuthe und Nieplitz bilden, zum so genannten „Thümenschen Winkel“ (siehe: Stangenhagen). Doch anders als in Blankensee und Stangenhagen, wo das Geschlecht von Thümen jahrhundertelang den nach ihnen genannten „Winkel“ beherrschten, übte in Gröben rund 450 Jahre lang die Familie von Schlabrendorf die Herrschaft aus. Aufgrund des erhaltenen Kirchenbuches ist aus der Schlabrendorfschen Zeit sehr viel überliefert, so dass die Gröbener Geschichte als Beispiel einer verhältnismäßig gut rekonstruierbaren, von Familien beherrschten und überschaubaren Dorfgeschichte gilt.
Neben dem machtpolitischen Vakuum, das der Wegzug der Familie von Gröben im Ort hinterließ, wurde der schlabrendorfsche Aufstieg dadurch befördert, dass es unter den Wittelsbacher und Luxemburger Markgrafen zum Verfall der landesherrlichen Gewalt kam und dadurch die Bedeutung der adeligen Landstände zunahm. Die Schlabrendorfs kamen aus der Lausitz, aus einem in der Nähe von Luckau (Niederlausitz) gelegenen gleichnamigen Dorf. Weitere historische Schreibweisen sind „Schlaberndorf“ und „Schlaberendorf“. Im Jahr 1416, zwei Jahre nach dem Sieg des Hans von Torgau über die „Quitzowschen“, Raubritter auf der naheliegenden Burg Beuthen, erhielten Conrad und Henning von Schlabrendorf Gröben mit dem benachbarten Kietz, ferner Siethen und Klein-Beuthen von Ludwig II. zum Lehen, 1550 wurde Gröben Rittersitz.
Die Familie stellte in den folgenden Jahrhunderten mit Johann von Schlabrendorf 1501–1520 einen Bischof von Havelberg und mit Ernst Wilhelm von Schlabrendorf (1719–1769) einen Minister in Schlesien; aus ihr gingen „Helden“ im Ersten Schlesischen Krieg (1740–1742) und im Siebenjährigen Krieg (1756–1763) hervor.
Die Schlabrendorfs wirtschafteten nicht immer erfolgreich, die Familie verlor ihre Besitzungen mehrfach. Graf Leopold von Schlabrendorf kaufte Gröben 1822 zum dritten Mal in der Familiengeschichte zurück. Theodor Fontane notierte hierzu in seinen Wanderungen durch die Mark Brandenburg: „Es gab nun also wieder eine wirkliche Groebener Gutsherrschaft und zwar eine, wie man sie lange nicht im Dorfe gekannt hatte, richtiger noch, wie sie nie dagewesen war. Ordnung und Sitte waren mit dem jungen Paare gekommen, auch Beistand in Rat und Tat, und soweit es in Menschenhände gegeben ist, dem Unglück und Unrecht zu wehren, so wurd’ ihm gewehrt.“
Mit dem Jahr 1859 endete die Familienherrschaft, als Johanna von Scharnhorst (1803–1867), geborene Gräfin von Schlabrendorf, Schwiegertochter des Generals Gerhard von Scharnhorst, den letzten Besitz an Karl von Jagow-Rühstädt verkaufte und lediglich das Gutshaus Gröben als Wohnsitz behielt.

### Von Jagow und von Badewitz als neue Besitzer (1859–1936)
Im Herbst 1859 erwarb Carl (Karl) von Jagow, Erbjägermeister der Kurmark, Abgeordneter im Reichstag, die Gröbener und Siethener Besitzungen für 120.000 Taler von Johanna von Scharnhorst. Die Errichtung von Wirtschaftsgebäuden und einer neuen Brennerei, die Entwässerung von Elsbrüchen und der Übergang zu einer ökonomischeren Forstwirtschaft verursachten für von Jagow viel Arbeit und erhebliche Kosten bei wenig Ertrag, so dass er sich bereits 1879 von seinen Gütern trennte, die nach dem ersten als amtliches Standwerk veröffentlichten Generaladressbuch der Rittergutsbesitzer für Brandenburg auf Gröben 285,81 ha auswies. Für 180.000 Taler verkaufte Jagow Gröben (und Siethen mit 1206,83 ha) an den Berliner Großkaufmann Badewitz, 1897 fielen die Besitzungen an dessen Sohn, den Königlichen Regierungsassessor und Juristen Gottfried von Badewitz (1866–1944). Der neue Gröbener und Siethener Gutsherr finanzierte 1909 den Löwenanteil der Kosten für den Wiederaufbau der abgebrannten Gröbener Kirche und wurde 1914 in den Adelsstand erhoben. Ein auffälliges Wappen dieser Familie befindet sich in der Patronatsloge der Siethener Kirche.
Hatte sich schon Karl von Jagow vergebens um eine höhere Ertragskraft der Güter bemüht und sich deshalb schnell wieder von dem Besitz getrennt, kämpfte der neue Gröbener und Siethener Gutsherr Gottfried von Badewitz im ersten Viertel des 20. Jahrhunderts letztlich ebenso vergeblich um eine auskömmliche Rendite der Besitzungen. Die beiden Güter erwiesen sich zu keinem Zeitpunkt als wirtschaftlich tragfähig, so dass von Badewitz aus den Einnahmen des im Familienbesitz befindlichen Berliner Bankhauses Zuschüsse für den Betrieb der Güter leistete. 1936 verkaufte die Familie den Gröbener Besitz und versuchte, die restlichen Ländereien in lebensfähige Einzelteile aufzuteilen und wirtschaftliche Kernbereiche zu bilden, um das Gut in Siethen zu retten. 1941 erzwangen die Nationalsozialisten den Verkauf auch der dortigen Besitzungen.
Das Gut Gröben war seit 1936 in Besitz von Hauptmann a. D. Schrage, ein kleiner Teil des Besitzes mit dem Gröbener See war an einen Dr. Lühr verkauft worden.

### Gröben nach 1945
Nach 1945 lag Gröben in der Sowjetischen Besatzungszone, der Schragesche Anteil der Ländereien des Gutes wurde im Rahmen der Bodenreform an landlose Bauern, Arbeiter und Flüchtlinge vergeben.
Zu DDR-Zeiten standen in Gröben Landwirtschaft und Viehzucht im Mittelpunkt.

## Kultur und Sehenswürdigkeiten
In der Denkmalliste des Landkreises Teltow-Fläming sind die Dorfkirche, das Pfarrhaus und das frühere Gutshaus des Ortes als Baudenkmale aufgeführt.

### Dorfkirche

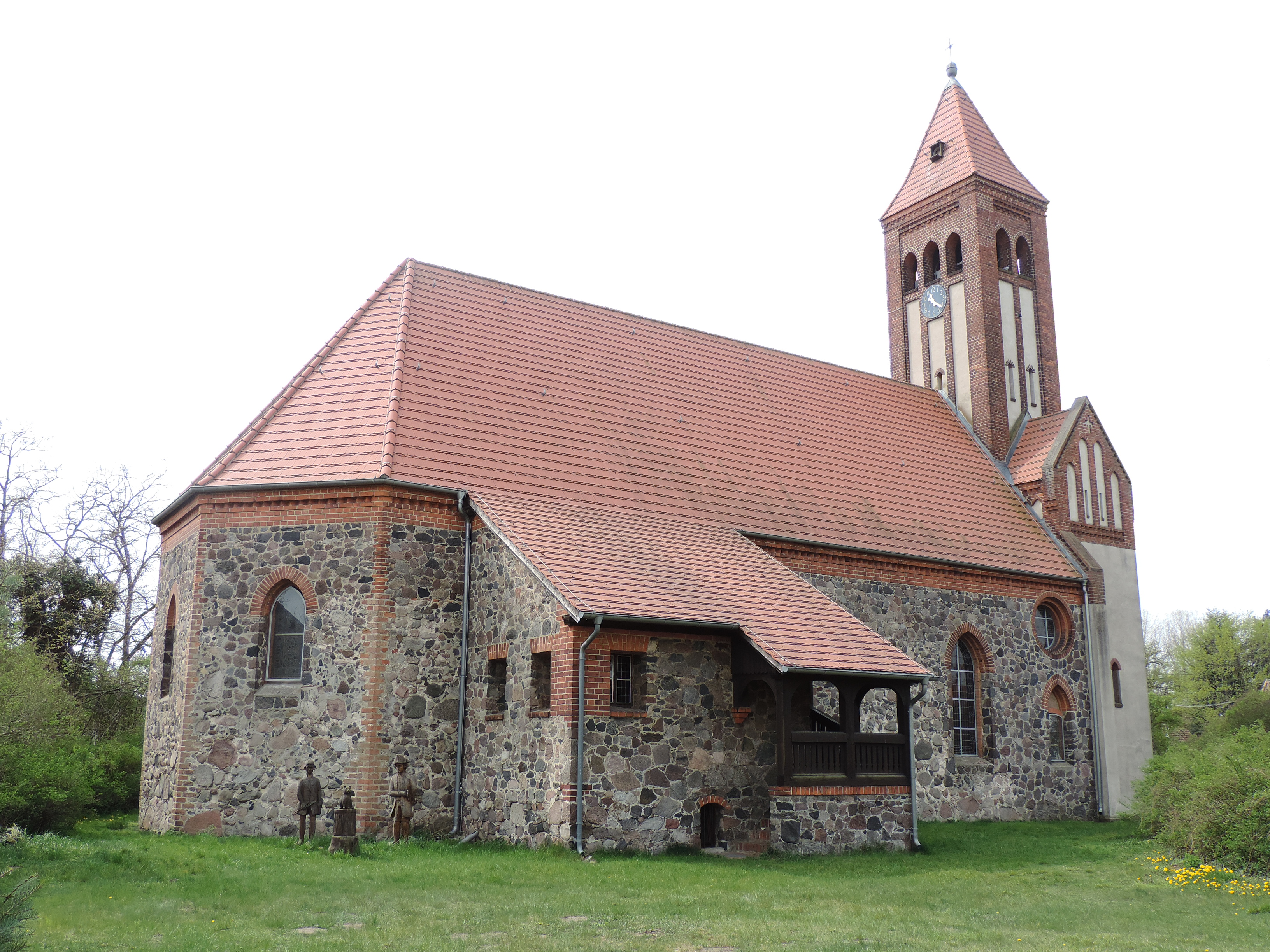
Kirche Gröben

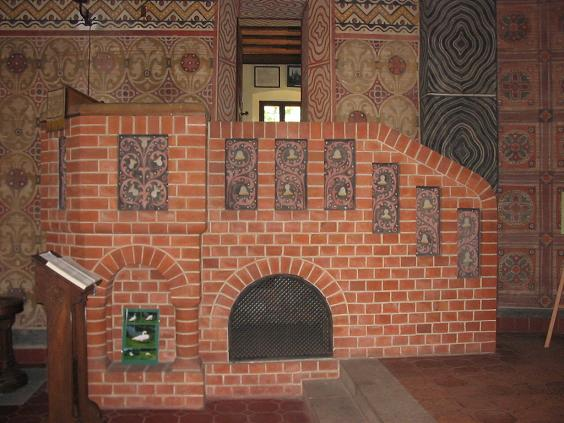
Kirche Gröben, Kanzel

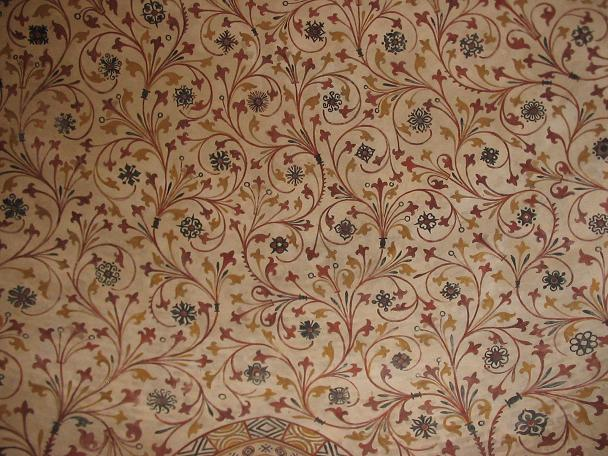
Deckenornament

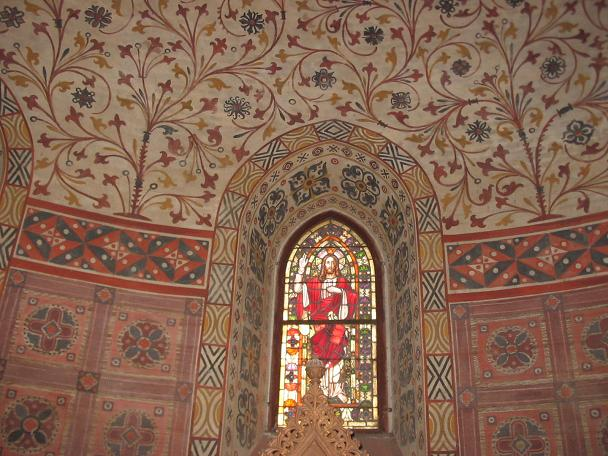
Chor mit Auferstehungsfenster

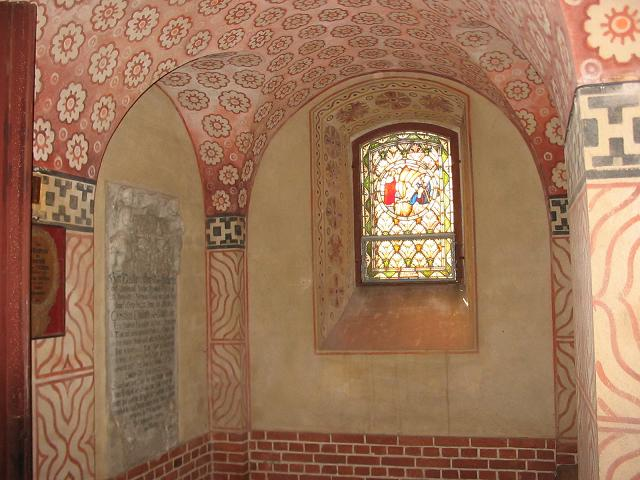
Vorraum mit Fenster Die Kietzer Fischer und Grabplatte Gustav Albrecht von Schlabrendorf

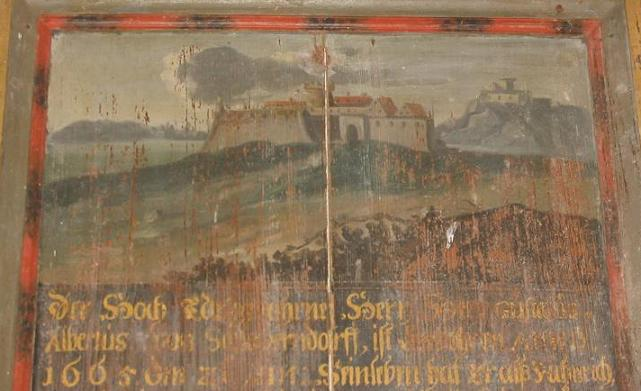
Bild Schlacht bei Budapest, 1686 zur Erinnerung an Gustavus Albertus von Schlabrendorf

Kirche, Fenster von 1909:
Die Kietzer Fischer

#### Baugeschichte
Die Gröbener Kirche wurde im 13. Jahrhundert erbaut, 1508 erneuert und geweiht, 1860 erweitert, 1908 durch ein Feuer bis auf die Grundmauern zerstört und 1909 neu aufgebaut.

##### Erster Bau, 13. Jahrhundert

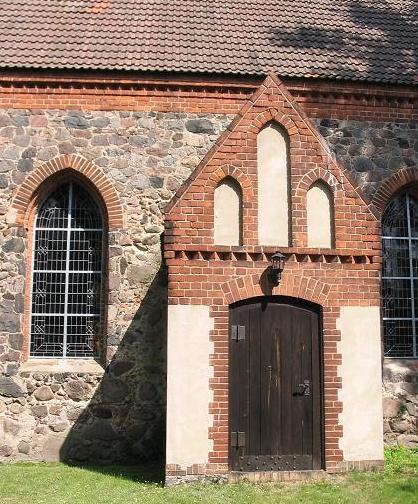
Ehemaliger Südeingang

Nach den jüngsten Ergebnissen von Engeser und Stehr gehen die heute noch in Teilen vorhandenen Grundmauern nicht auf die ursprüngliche Kirche aus dem 13. Jahrhundert zurück, sondern auf den 1508 geweihten und zuvor wahrscheinlich grundlegend veränderten Bau. Lediglich einige wenige Bruchstücke von Mauerziegeln stammen wahrscheinlich noch aus dem 13. Jahrhundert. Diese erste Kirche war nach heutigem Forschungsstand entweder eine Rechteckkirche aus Feldsteinen oder ein Holzfachwerkbau. Über die Gründe, die zum Bau von 1508 führten, liegen keine Daten vor.

##### Zweiter Bau, 1508
Der zweite Bau von 1508 war ein „Rechteckbau mit einem polygonalen Chorschluß“ und Backsteinkanten, weitgehend aus Feldsteinen gemauert. Er verfügte auf der Südseite über ein Priesterportal, auf dem Giebel des Westportals befand sich ein wahrscheinlich hölzerner Dachturm. Die Kirche war niedriger und rund 7 Meter kürzer als die heutige. 1508 nahm „Bischof Johann von Schlabrendorf“ die Weihe vor, gestiftet wurde ein Altar für den Patron St. Nikolaus. Die von Schlabrendorfs übten über die Jahrhunderte die so genannte „Patronatsherrschaft“, die die Rechte und Pflichten des Stifters einer Kirche einschließt, aus. Laut einer Eintragung im Kirchenbuch bekam das Bauwerk 1598 seine erste Uhr: „1633 wurde das 1598 gestiftete Uhrwerk reparirt.“

##### Umbau 1858–1860
Der von Gräfin Emilie von Schlabrendorf mittels testamentarischer Verfügung finanzierte Umbau zwischen 1858 und 1860 wurde von dem Königlichen Baurat Friedrich Adler (1827–1908) vorgenommen. Er umfasste den Bau der Vorhalle, der Empore und des sieben Meter langen Westteils, auf dessen Giebel ein kleines eingezogenes Dachtürmchen mit Zeltdach saß. Adler behielt das Feldsteinmauerwerk bei und war bemüht, neue Einrichtungen wie Kanzel, Altar und Taufe dem Frühgotischen Stil anzupassen; sämtliche Öffnungen bekamen jedoch eine neugotische Form. Am Heiligen Abend 1908 brannte die Kirche bis auf die Grundmauern nieder und völlig aus. Noch heute wird zur Erinnerung an die Brandkatastrophe jährlich zum 24. Dezember um 15 Uhr geläutet.

##### Neubau 1909
Schon ein Jahr später stand die neue Kirche, deren Pläne der Architekt Franz Heinrich Schwechten, der Erbauer der Kaiser-Wilhelm-Gedächtniskirche und des Anhalter Bahnhofs in Berlin, entworfen hatte. Das Backsteinbauwerk wurde auf den verwendbaren Ruinen der Umfassungsmauern errichtet, somit stammen der heutige Chor und untere Teile der Seitenmauern vom zweiten Bau des Jahres 1508, darin wiederum einige wenige Bruchstücke aus dem ersten Bau des 13. Jahrhunderts. Das kleine Dachtürmchen, das auf dem Westgiebel saß, wurde nicht rekonstruiert. Der heutige neugotische, ebenfalls eingezogene Westturm mit Vorhalle fiel ein Stück schlanker aus als sein Vorgänger. Er ist mit Putzblenden, Schartenfenstern und Öffnungen im Glockengeschoss gegliedert und mit Biberschwanzziegeln gedeckt. Das Satteldach des Schiffes wurde teils mit Doppelbibern, teils mit Falzziegeln geschlossen. Die Sakristei auf der Nordseite entstand neu, der zuvor vorhandene kleine Südeingang wurde zugemauert. Die gleichfalls zerstörte Krypta unter dem Altarraum (Apsis) wurde zugeschüttet. Den Chor ließ Franz Schwechten rund ausbauen, aufwändige neugotische Formen wurden vereinfacht.
Die Baukosten betrugen rund 60.000 Goldmark und wurden zum Teil über Sammlungen von der Dorfbevölkerung aufgebracht, der überwiegende Teil wurde von dem neuen Gutsherrn Gottfried (von) Badewitz übernommen. Zur Einweihung am 6. Februar 1910 stiftete Kaiserin Auguste Viktoria eine Altarbibel.

#### Heutige Innenausstattung
Die neuromanische, aus Ziegeln gemauerte Kanzel auf der Nordseite des Kirchenschiffs stammt noch aus dem Umbau 1858/1860. Ein Durchgang führt von der Kanzel zur ehemaligen Sakristei, die heute eine kleine Ausstellung zur Kirchen- und Ortsgeschichte enthält. Die weitere Innenausstattung rührt bis auf Teile der Fenster aus dem Wiederaufbau 1909 her. Ebenso die lebhaften Farben der Ornamente, die kunstvollen Fresken an den Wänden und die teils rosettenartigen Verzierungen im Chorraum und dem Tonnengewölbe, diese Ausmalungen nahm Professor August Oetken vor. Ein großer Radleuchter beherrscht das mittlere Schiff.

##### Glasfenster (Altarraum)
In den drei Facetten des Chores gibt es drei historische Fenster. Das linke, so genannte Schlabrendorfsche Fenster, enthält das Wappen der Familie und zeigt darüber eine Bischofsmütze. In dieses Fenster wurden einige erhaltene bemalte Scheiben eingebaut, die wahrscheinlich aus der Zeit des zweiten Baus von 1508 stammen und von Johann von Schlabrendorf, dem Bischof von Havelberg, gestiftet wurden. Schon Fontane, der dieses Fenster noch vor dem Brand in unversehrtem Zustand sah, berichtet von einer Bischofsmütze über dem Wappen. Auch das mittlere, das Auferstehungsfenster, enthält wahrscheinlich alte Teile aus dem frühen 16. Jahrhundert, Zeugnis der Kunstfertigkeit damaliger märkischer Glasmaler. Das rechte Fenster zeigt das Wappen der Familie des Domherrn zu Brandenburg und Gutsbesitzer Wilhelm von Goertzke, die seit 1597 das Kirchenpatronat der Nachbargemeinde Großbeuthen innehatte.

##### Fenster und Grabplatten (Vorraum)
Die gleichfalls kunstvollen Glasfenster von 1909 im Vorraum zeigen zur Rechten Fischer im Gröbener Kietz und zur Linken laut Textzeile im Fenster einen „Gröbener Besitzer“ auf dem Feld.
Von den seinerzeit zehn Schlabrendorfschen Grabsteinen, die laut Fontane hinter dem Altar eingemauert waren und „eine malerische Nischenwand“ bildeten, existieren im Jahre 2004 noch zwei Platten, untergebracht im Vorraum. Die teils mit Wappen und Putten versehenen Epitaphe enthalten Inschriften für Christina Elisabeth von Schlabrendorf († 1694, Vorraum links) und Gustav Albrecht von Schlabrendorf († 1703, Vorraum rechts, Abbildung unten), die heute noch gut lesbar sind. Die Inschrift einer vom Feuer zerstörten Grabplatte eines Schlabrendorfs, der im Ersten Schlesischen Krieg in der Schlacht bei Mollwitz lautet:

„Steh Sterblicher und beachte die unvergängliche Krohn’, welche erlanget hat der Hochwohlgeborene Ritter und Herr, Herr Johann Christian Siegmund v. Schlabrendorf, Sr. K. Majestät in Preußen bei Dero Infanterie … hochverdienter Lieutenant, Herr der Güter Groeben, Beuthen, Jütchendorf und Waßmannsdorf, welcher den 20. Dezember 1711 auf dem Hause Groeben geboren und den 10. April 1741 in der zwischen der Preußischen und Oesterreichischen Armee bei ‚Mollwitz‘ in Schlesien vorgefallenen scharfen Aktion, in der auf Seiten der Preußischen der Sieg geblieben, durch einen Musquetenschuß, so ihn durch den Kopf getroffen, für Gottes, des Königs und des Vaterlands Ehr’ und Rechte, seinen Heldengeist aufgegeben, nachdem er sein Alter gebracht auf 29 Jahr und 4 Monat.“

##### Pest und Ofen (Eingangsflur)
Der Kircheneingang befindet sich im Westportal mit dem Turm und führt durch einen kleinen Eingangsflur. In diesem Durchgang befindet sich links eine Gedächtnistafel mit einem allmählich verblassenden Schlachtengemälde im oberen Teil. Auch hier wird ein Schlabrendorf geehrt, der sein Leben „für das Vaterland“ gelassen hat, in diesem Fall Gustavus Albertus von Schlabrendorf am 15. Juli 1686 als Fähnrich vor der Festung Ofen in Ungarn; das Bild zeigt den gegenseitigen Beschuss der beiden Bastionen Pest und Ofen beiderseits der Donau bei Budapest. Der Text preist in Reimen unerschrockenen Mut und Heldentum gegen den „Erbfeind“ mit heute seltsam anmutenden Wendungen wie: „Es war ihm nur zur Lust Carthaunen hören knallen“.
Auf der rechten Seite des Eingangsflures sind drei Figuren in das Mauerwerk eingelassen, Reste eines Epitaphs. Sie wurden 1909 unter dem Schutt gefunden.

##### Orgel, Glocken und Turmuhr
Die Orgel auf der Empore aus dem Jahr 1910 ist eine der sehr seltenen noch existierenden Original-Sauer-Orgeln aus Frankfurt (Oder). Die vom Brand zerstörten Bronzeglocken wurden durch drei Gussglocken ersetzt, die noch heute von Hand geläutet werden. Damit die 1996 restaurierte mechanische Turmuhr die genaue Zeit anzeigt, müssen laut Faltblatt Dorfkirche in Gröben wöchentlich „die schweren Gewichte für Uhr- und Schlagwerk fast sechs Meter hochgezogen werden.“

#### Das Gröbener Kirchenbuch
Das Gröbener Kirchenbuch gilt als das älteste erhaltene der Mark Brandenburg. Die ersten Eintragungen im Gröbener Kirchenbuch stammen aus dem Jahre 1575. In den folgenden Jahren erfolgten die Vermerke sehr unregelmäßig. Erst als Pfarrer Thile I. sich 1604 der Aufzeichnungen annahm, wurden diese eingehender. Diese Tradition setzte sich fort mit den Pastoren Friedrich Zander, Felician Clar und Heinrich Wilhelm Voß. 1769 übernahm Pastor Redde die Berichterstattung, die 1786 endet. Lediglich gegen Ende des Dreißigjährigen Krieges gibt es Unterbrechungen in den Aufzeichnungen. 1911 knüpfte Pfarrer Lemke an die Tradition an und stellte, unterbrochen vom Ersten Weltkrieg, bis zu seinem Tod im Jahr 1934 eine Chronik aus Akten und Kirchenbüchern zusammen. Das erhaltene Kirchenbuch ist oft auf Ausstellungen unterwegs, eine Kopie befindet sich im Evangelischen Zentralarchiv in Berlin-Kreuzberg. Das Original befindet sich im Haus der Brandenburgisch-Preußischen Geschichte in Potsdam, und zwar in der Dauerausstellung „Land und Leute“.
Theodor Fontane reiste in den Jahren 1860 und 1881 mehrmals nach Gröben, um das Kirchenbuch einzusehen; in seinen Wanderungen durch die Mark Brandenburg gibt er auf mehr als zehn Seiten Auszüge wieder. Den Inhalt dieses „alten, wurmstichigen und selbstverständlich in Schweinsleder gebundenen Bandes“, fasst Fontane mit folgenden Worten zusammen: „Krieg- und Pest und Wasser- und Feuersnot und Mißwachs und Mißgeburten. Und daneben Unglück über Unglück … Fischer ertrinken, Brautzüge werden vom Sturm überrascht und in Winterdämmerung Verirrte brechen ein in die kaum überfrorenen Lunen oder erstarren in dem zusammengewehten Schnee. Dazu Mord und Brand, und Stäupung und Enthauptung, und auf jedem dritten Blatte das alte Lied von Ehebruch und ‚Illegitimitäten‘ aller Art, an die sich regelmäßig und wie das Amen in der Kirche die pastoralen und meist invektivenreichsten Verurteilungen knüpfen. Aber immer im Lapidarstil.“
Das Buch enthält Aufzeichnungen aus den Jahren 1578 bis 1769. Es befindet sich heute in Ahrensdorf und ist online verfügbar. In der Gröbener Kirche liegt eine Kopie aus.

### Gutshaus

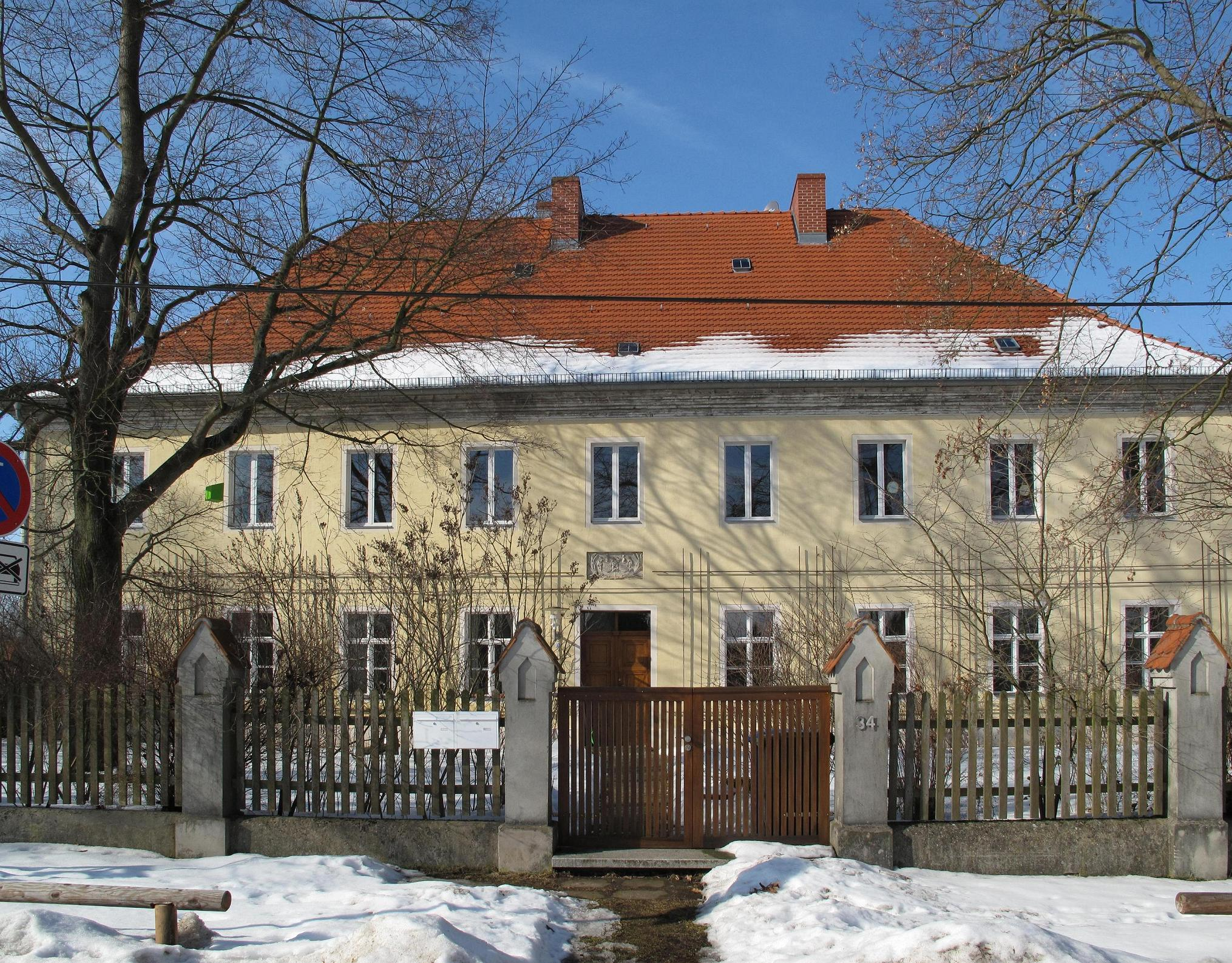
Gutshaus

Das Gutshaus wurde im Jahr 1720 von Johann Christian von Schlabrendorf auf den Fundamenten eines älteren Vorgängerbaus errichtet. Eine Wappenkartusche über den Eingang weist auf das Baujahr hin. Das Gebäude ist ein zweigeschossiger Putzbau mit neun Achsen Länge und zwei Achsen Tiefe mit Walmdach. Vom Vorgängerbau ist eine Tonnenwölbung im Keller erhalten. Der Hauptzugang befindet sich in der Mittelachse des Gebäudes. Dort befindet sich im Inneren eine großzügige Treppenanlage aus der Erbauungszeit des Hauses.
Das Gebäude wurde bis 1945 als Wohnsitz der jeweiligen Gutsherrschaft genutzt, nach der Bodenreform diente es als Verwaltungsgebäude und als Kindergarten. 1994 verkaufte die Gemeinde das Haus an ein Architektenehepaar, welche das Gebäude sanierte und erweiterte.

### Pfarrhaus

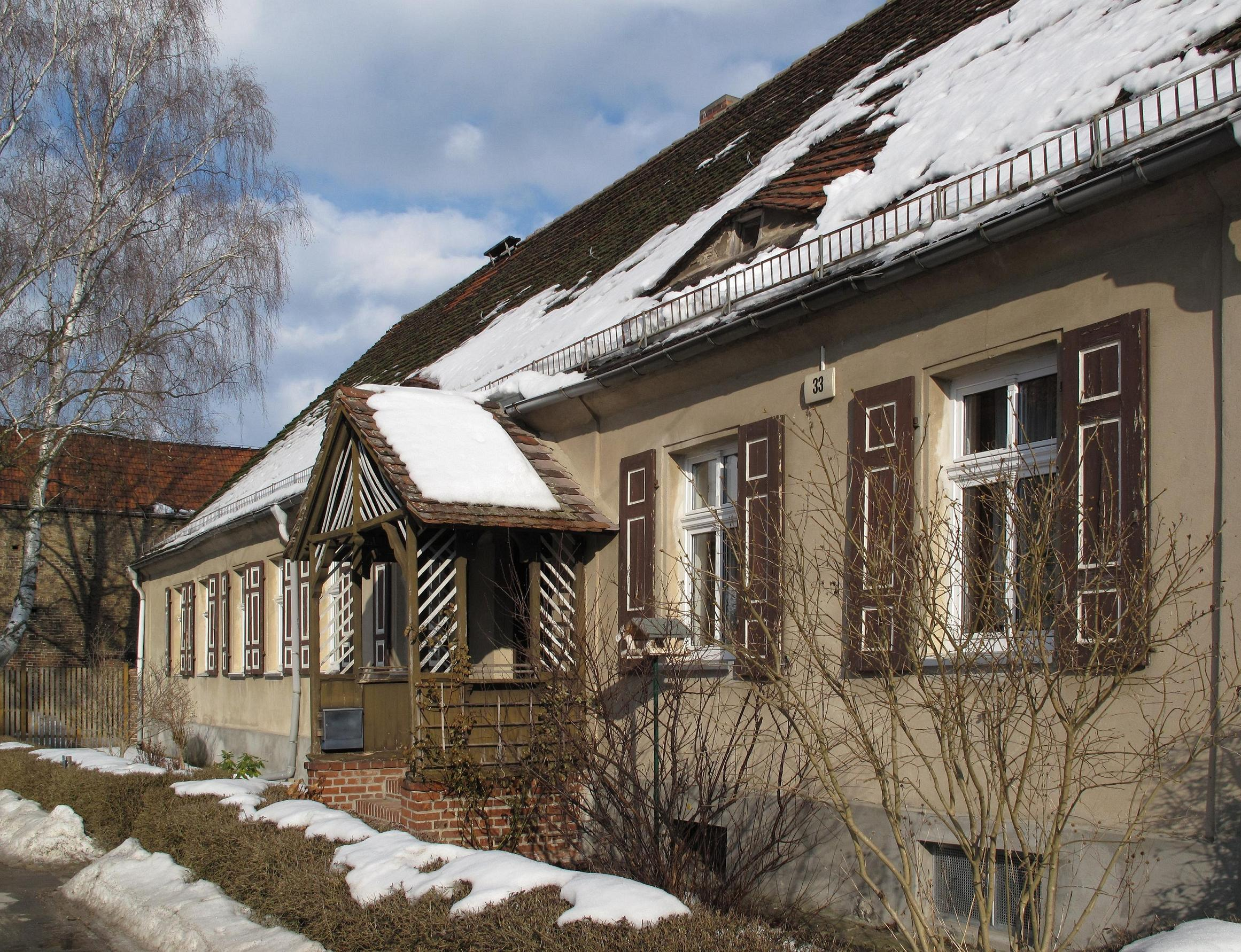
Pfarrhaus

Der Grundbau des Pfarrhauses stammt aus der Zeit um 1730. Anbauten erfolgten 1870 und 1888. Das Wirtschaftsgebäude wurde 1905/06 errichtet. Theodor Fontane besuchte das Pfarrhaus mehrfach, um dort das Gröbener Kirchenbuch einzusehen, aus dem er in seinem Werk Wanderungen durch die Mark Brandenburg auf mehr als zehn Seiten Auszüge wiedergibt.

### Gröbener Kietz

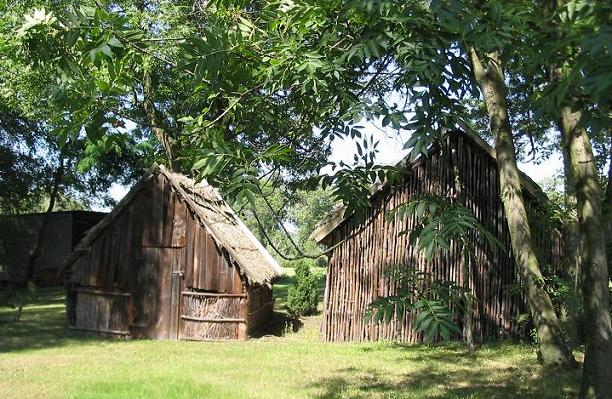
Alte Fischerhütten im Kietz

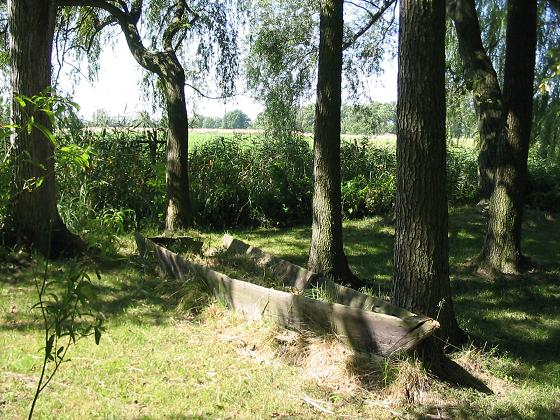
Morsches Boot an der Alten Nuthe

Rund 400 Meter hinter Gröben Richtung Nuthe folgt der bis 1896 selbständige Gröbener Kietz mit einer Handvoll Häuser, der noch um das Jahr 2000 auf der Ortstafel als Kietz bezeichnet wurde; 2004 gab es nur noch die Aufschrift Gröben und allein das Straßenschild Kietz weist noch auf die Besonderheit hin, dass hier einer der wenigen so genannten „echten“ Kietze erhalten ist. Ein Kietz war eine Dienstsiedlung, die in der Regel in der Nähe einer Burg und zumeist als Fischersiedlung an Flussübergängen lag. Diese „echten“ Kietze gibt es nur östlich der Elbe.
Mit der Umbenennung der Kietzer Dorfstraße in Kietz blieb zwar der Name Kietz erhalten, verloren ging aber ein anderer historischer Bezug, denn der frühere Name der Straße war Gatze, was dem slawischen gat entspricht und „Damm“ bedeutet. Ob schon zu slawischen Zeiten, also bis etwa 1160, eine Siedlung bestand, ist unklar. Der Kietz soll unmittelbar neben einer alten deutschen Burg gelegen haben, von ihr ist heute nichts mehr zu erkennen. Als gesichert gilt, dass sich der Burgplatz rund 700 Meter westlich von Gröben befand.
Das Landbuch der Mark Brandenburg von 1375 lieferte die erste schriftliche Erwähnung. Die einzige Information bestand in der Abgabenhöhe von 18 Schilling. Anno 1497 wurde ein Kietz „bey Gröben gelegen“ genannt. Die Karte von 1683 zeigte einen von der heutigen Alten Nuthe umflossenen Burgwall. Der direkt hinter Gröben verlaufende heutige Saugraben, vorher Gröbener Fließ, wurde Ende des 16. Jahrhunderts angelegt, um das Fließ zu regulieren. Ein lediglich vorhandener kleiner Steg reichte für Fuhrwerke nicht aus, die durch das Wasser fahren mussten, um zum Kietz zu kommen. Erst mit der Eingemeindung nach Gröben 1896 wurde Kietz nach dem Bau einer Brücke bequem erreichbar. Weiter westlich zwischen Kietz und Nuthe verlief die inzwischen fast verlandete Alte Nuthe, auf der seinerzeit Kähne fuhren. Heute erinnern mehrere typische Fischerhütten aus Lehm, Holz und Stroh sowie brüchige Kähne auf den Wiesen an die vergangene Fischereitradition.

## Wirtschaft und Infrastruktur

### Wirtschaftliche Entwicklung

#### Dorfwirtschaft im 12. Jahrhundert
Die Siedler des 12. Jahrhunderts legten die ersten Sümpfe trocken und begannen mit der Rodung der Wälder. „Die Dorfgründung“, schrieb Friedrich Wienecke 1899, „übertrug der Markgraf oder sein Vertrauter Ritter einem Manne. Dieser erhielt bestimmtes Land zugewiesen … Das übrige Land wurde in Hufen zu 30 bis 60 Morgen aufgeteilt. Die Hufe konnte von einer Familie bewirtschaftet werden; ihr Ertrag reichte aus, dieselbe zu ernähren und Abgaben zu tragen … Ob die Abtretung der Hufen gegen Geld geschah, ist ungewiss; wohl aber erhielten die Ansiedler Vorschuss an Saatkorn und Reisegeld und blieben 3–5 Jahre von Abgaben befreit. Mussten sie hingegen erst den Wald roden, so erhielten sie Hufen von doppelter Größe und 16 Freijahre.“
Diese Bedingungen waren beispielsweise für Siedler aus Sachsen sehr verlockend, da es insbesondere für nachgeborene Söhne zunehmend schwierig war, dort Grundbesitz zu erwerben. Die Initiative und Tatkraft der Siedler, oft unterstützt und angeleitet durch die Zisterzienser-Klöster, führte in kurzer Zeit zu einem deutlichen wirtschaftlichen Aufschwung, Handel und Gewerbe erblühten, Zünfte und Gilden entstanden.

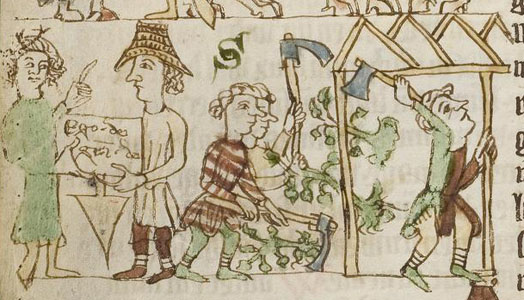
Bauern, ein Dorf anlegend. Illustration aus dem Heidelberger Sachsenspiegel (Anfang 14. Jh.) Links übergibt der Grundherr dem Dorfschulzen die Erbzinsurkunde, in der mittleren Szene wird ein Wald gerodet, rechts baut ein Bauer an einem Haus.

#### Fisch in Zentnern und neue Kolonisten
In den 450 Schlabrendorfer und den anschließenden Jagower Jahren wurden in Gröben weitere Sümpfe, Elsbrüche und Wiesen entwässert, Gräben gezogen, Wälder urbar gemacht, Felder gewonnen, Flüsse reguliert, Straßen angelegt und Brücken errichtet.

Karte von 1791, weitere Erläuterungen siehe Kartenteil

Im Mittelpunkt der Arbeit stand neben den traditionell dörflichen Schwerpunkten Landwirtschaft und Viehzucht die Fischerei. In der alten Nuthe sowie im Gröbener See wurde der Fang in Zentnern bemessen. Die Saarekrebse aus dem seinerzeitigen Nuthe-Nebenarm Saare sollen eine Delikatesse gewesen sein und wurden bis nach Paris verkauft. Die nebenstehende Karte von 1791 zeigt nördlich von Gröben die Saare und weitere Nebenarme der Nuthe. Die Nutzung dieser reichen Fischgründe führte mehrfach zu handfesten Auseinandersetzungen zwischen den Kietzer Fischern und den Dörflern. Seit den Regulierungen der Nuthe in den 1880er Jahren ging der Fischfang kontinuierlich zurück. Andererseits brachten die Flussbegradigungen einen Aufschwung der Schifffahrt und Flößerei mit sich.
Die Schafzucht wurde gefördert, es gab Mühlen und eine Brennerei sowie jenseits des Gröbener Sees bei Jütchendorf Weinanbau am Weinberg. Als nach den Pestjahren und noch fast ein Jahrhundert nach dem Dreißigjährigen Krieg Gröben wie viele Dörfer fast verwaist war, rief Friedrich der Große um 1750 Siedler aus Sachsen, Böhmen und Holland (Holländisches Viertel, Weberviertel in Potsdam) ins Land; Gröben bekam fünf Kolonistenhäuser mit Grundstück und Erbrecht, jede angesiedelte Familie eine Kuh, ein Schwein und eine Gans sowie Befreiung von der Steuer und dem Militärdienst.

#### Heutige Situation

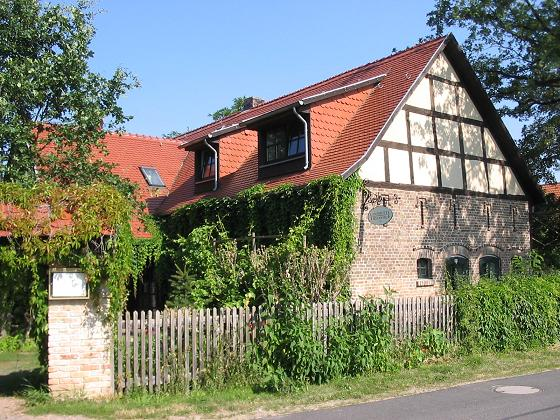
Landhotel

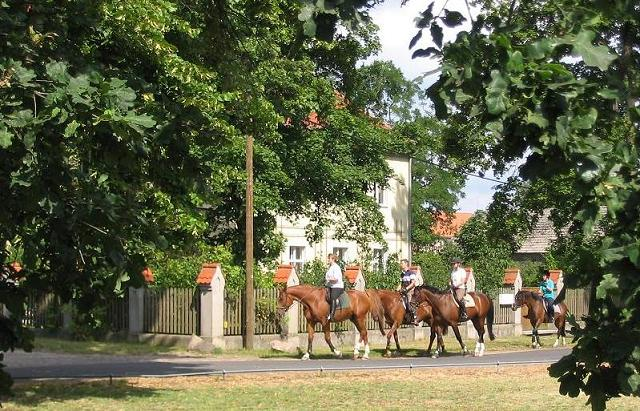
Im Dorf

Nach der Wende setzte Gröben mit naturnahem Tourismus einen neuen wirtschaftlichen Schwerpunkt, wobei dem Dorf die unmittelbare Nähe zu Potsdam und Berlin zugutekam. Eine Sportpferdezucht mit Hengststation und Reiterhof wurde aufgebaut und es entstand ein Landhotel. Heute existieren in dem kleinen Dorf drei Ausflugslokale mit Gartenrestaurants. Die Voraussetzungen für den Wirtschaftsfaktor Tourismus schafft die idyllische Lage des Dorfes im Naturpark Nuthe-Nieplitz, der im August 1999 eröffnet wurde und mit 623 km² in der Fläche einen Mittelplatz unter den elf Brandenburger Naturparks einnimmt.

### Verkehr
Gröben ist über die Ausfahrt Ludwigsfelde-West der Bundesautobahn 10 (Berliner Ring) zu erreichen. Die Anbindung an den öffentlichen Personennahverkehr besteht montags bis freitags über eine Buslinie sowie zeitweise ein Linientaxi der Verkehrsgesellschaft Teltow-Fläming ab dem Bahnhof Ludwigsfelde.

## Persönlichkeiten
Die Familie von Schlabrendorf  prägte über Jahrhunderte die Geschichte des Ortes. Bedeutende Familienmitglieder waren:

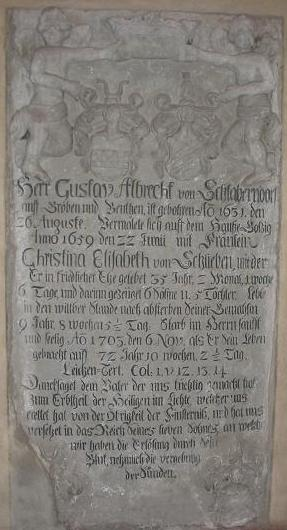
Epitaph Gustav Albrecht von Schlabrendorfs (1631–1703)

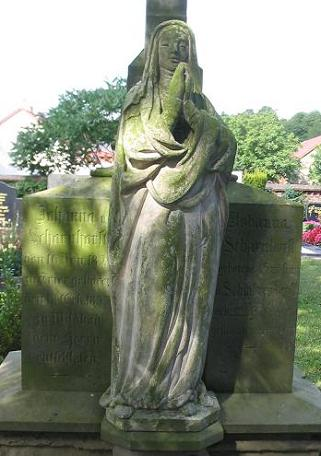
Grab Johanna von Scharnhorsts (1803–1867), geb. Gräfin von Schlabrendorf, Friedhof Siethen

- Johann von Schlabrendorf, ab etwa 1501 Bischof von Havelberg[22]
- Ernst von Schlabrendorf († 1609), Erbherr von Gröben und Siethen, verheiratet mit Ursula von Thümen. („Thümener Winkel“)
- Gustavus Albertus von Schlabrendorf († 15. Juli 1686 als Fähnrich vor der Festung Ofen in Ungarn)
- Elisabeth von Schlabrendorf (1647–1691), Ehefrau von Hans Albrecht von Barfus
- Christina Elisabeth von Schlabrendorf († 1694), Epitaph im Kirchen-Vorraum links.
- Gustav Albrecht von Schlabrendorf (1631–1703), Epitaph im Kirchen-Vorraum rechts.
- Johann Christian von Schlabrendorf,[23] erbaute 1720 das noch bestehende Gutshaus
- der Sohn Johann Christian Sigmund von Schlabrendorf,[24] der „sagenhafte“ Leutnant, mit 29 Jahren 1741 bei Mollwitz gefallen
- Friedrich Wilhelm Carl von Schlabrendorf, Anfang des 18. Jahrhunderts auf Gröben, Dom-Capitular zu Magdeburg[25]
- Gustav Albrecht von Schlabrendorf (1703–1765), Erb- und Gerichtsherr in Gröben sowie Generalmajor und einer der „Helden“ des Siebenjährigen Krieges
- Der Bruder Ernst Wilhelm von Schlabrendorf (1719–1769), Minister in Schlesien.
- Joachim-Ernst von Schlabrendorf († 1778), laut Fontane völlig verschuldet, verkaufte sein Siethener Gut und zog samt Familie nach Berlin.
- Gustav Graf von Schlabrendorf (1750–1824), einer der Söhne Ernst Wilhelms, lebte und starb in Paris. Als Anhänger der Girondisten entkam er 1793, bereits verurteilt, nur knapp dem Schafott.
- Heinrich von Schlabrendorf († 1829), ein weiterer Sohn Ernst Wilhelms, wurde 1786 Gutsherr in Gröben und erhielt wie der Bruder den Grafentitel. Er kaufte das zuvor verlorene Gut zurück, konnte es jedoch nur bis 1801 halten.
- Graf Leopold von Schlabrendorf (1794–1851) kaufte Gröben 1822 ein drittes Mal zurück und war laut Fontane ein „Segen für die Dorfbevölkerung“
- Gräfin Emilie von Schlabrendorf († 1858), Witwe Leopolds, finanzierte per Legat (testamentarischem Vermächtnis) den Umbau der Dorfkirche zwischen 1858 und 1860.
- Johanna von Scharnhorst, geb. Gräfin von Schlabrendorf (1803–1867),[26] Schwiegertochter des Generals Gerhard von Scharnhorst. Johanna richtete im benachbarten Siethen 1860 ein Waisenhaus (Tabea-Haus) ein. Sie verkaufte den Besitz 1859, nur ein Jahr nachdem sie es von Emilie von Schlabrendorf bekam, an Carl von Jagow und behielt lediglich das Gutshaus Gröben als Wohnsitz.
- Carl von Mettenheimer heiratete 1853 in Gröben Amalie Freiin Kolbe von Schreeb
- Joseph Weizenbaum, ein deutsch-US-amerikanischer Informatiker, starb am  5. März 2008 in Gröben.

## Sonstiges

### Fontanes „märkisches Idyll“
Theodor Fontane beschrieb Gröben ausführlich in seinem Werk Wanderungen durch die Mark Brandenburg. In vielen Werken und über die Region ist Fontanes Wendung über das märkische „Durchschnittsdorf“ Gröben zu lesen. Fontanes oft und zumeist ohne Kontext zitierte Aussage über Gröben, „ein Dorf wie andere mehr“, lautet folgendermaßen:

„Groeben gilt bei seinen Bewohnern und fast mehr noch bei seinen Sommerbesuchern als ein sehr hübsches Dorf. Ich kann aber dieser Auffassung, wenn es sich um mehr als seine bloße ‚Lage‘ handelt, nur bedingungsweise zustimmen. Groeben hat ein märkisches Durchschnittsansehen, ist ein Dorf wie andere mehr, und alles, was als bemerkenswert hübsch in seiner Erscheinung gelten kann, ist seine von einem hohen Fliedergebüsch, darin die Nachtigallen schlagen, umzirkte Kirche.“

Einleitend zum Kapitel über die Kirche wurde festgestellt, dass Fontane von diesen „ketzerischen Ansichten“, wie er sich selbst in einem Brief an die Frau des Gröbener Pfarrers Wendland im Mai 1881 entschuldigte, die „bemerkenswert hübsche“ Kirche ausnahm. Seine Aussage bezieht sich auf das Bild und die Erscheinung des Dorfes selbst. Die landschaftliche Lage des Ortes fand Fontane vortrefflich, denn einleitend zum Kapitel über die beiden Dörfer schreibt er: „… und erreichen schon nach halbstündigem Marsch eine mäßige Hügelhöhe, von der aus wir zwei Seeflächen und zwei Dörfer überblicken: ‚Groeben‘ und ‚Siethen‘. Ein märkisches Idyll.“

### Gröben als Drehort von Filmen
Seit Mitte der 1990er Jahre ist Gröben, vor allem der Gasthof Naase, Drehort einer Reihe von Filmen geworden. Zunächst wurde dort im Jahr 1995 Teile des Fernsehfilms Der Sandmann mit Götz George gedreht. Zuvor hatte bereits Peter Zadek den Saal des Gasthofs für eine Theateraufführung genutzt. Es folgten 1996 Kurzer Traum mit Inge Meysel und 1999 Mörderkind, beides Fernsehfilme aus der Reihe Polizeiruf 110. Der Gasthof Naase wurde seit Mitte der 2000er Jahre in einer Reihe von Filmen mit Horst Krause zum „Gasthof Krause“. Nach Krauses Fest (2007) folgten acht weitere Filme'. Auch einige Szenen der 2009 entstandenen Verfilmung von Fontanes Effi Briest von Hermine Huntgeburth mit Julia Jentsch wurden in Gröben gedreht.